# Nordsotho
Nordsotho (eller "Sesotho sa Leboa") är ett av de officiella språken i Sydafrika. Det talas av nästan 5,3 miljoner människor som modersmål och är som mest utbrett i provinserna Gauteng, Limpopo och Mpumalanga. Ytterligare finns det 9,1 miljoner som talar nordsotho som andraspråk.
Nordsotho kallas ibland också sepedi eller pedi, efter sin största dialekt. I Sydafrikas tillfälliga grundlagen i 1993 nämndes språket Sesotho sa Leboa och det anses vara rätta namnet för språket istället för t.ex. sepedi enligt både lingvister och många modersmålstalare. Språket anses vara livskraftigt och dess närmaste släktspråk är birwa och tswapong.
Nordsotho är ett av bantuspråken och är närmast besläktat med setswana och sesotho.

## Fonologi

### Konsonanter
|             |                  | Labial | Labial  | Alveolar | Alveolar | Postalveolar | Palatal | Velar | Glottal |
| ----------- | ---------------- | ------ | ------- | -------- | -------- | ------------ | ------- | ----- | ------- |
| Norm.       | Palataliserad    | Norm.  | Lateral |          |          | Postalveolar | Palatal | Velar | Glottal |
| Klusil      | Oasp.            | p \| b |         | t \| d   | tɫ       |              |         | k     |         |
| Klusil      | Asp.             | pʰ     |         | tʰ       | tɫʰ      |              |         | kʰ    |         |
| Affrikat    | Oasp.            |        |         | ts       |          | ʧ \| ʤ       | tɕ      | kx    |         |
| Affrikat    | Asp.             |        |         | tsʰ      |          | ʧʰ           |         |       |         |
| Frikativ    | Frikativ         | f      |         | s \| z   |          | ʃ            |         | x     | h       |
| Nasal       | Norm.            | m      | mʲ      | n        |          |              | ɲ       | ŋ     |         |
| Nasal       | Prepalataliserad | mpʃ    |         |          |          |              |         |       |         |
| Tremulant   | Tremulant        |        |         | r        |          |              |         |       |         |
| Approximant | Approximant      | w      |         |          | l        |              | j       |       |         |

Källa:

### Vokaler
|              | Främre | Bakre |
| ------------ | ------ | ----- |
| Sluten       | i      |       |
| Halvsluten   | ɪ      | ʊ     |
| Mellansluten | e      | o     |
| Öppen        |        | ɑ     |

Källa: